# Garden Tower
Der Garden Tower ist ein Hochhaus an der Ecke Neue Mainzer Straße und Neue Schlesingergasse in der Innenstadt von Frankfurt am Main. Das Gebäude wurde 1973–1976 für die Hessische Landesbank (Helaba) erbaut und wurde damals schlicht als Helaba-Hochhaus bezeichnet. Das nach einem Entwurf von Novotny Mähner Assoziierte realisierte Gebäude war eines der ersten Hochhäuser im Frankfurter Bankenviertel. 2005 wurde es nach einer Kernsanierung unter seinem jetzigen Namen wieder eröffnet.

## Geschichte
Bis zum Umbau wurde das Gebäude von der Landesbank Hessen-Thüringen genutzt, nun sind verschiedene Firmen (u. a. die Deutschland-Niederlassung von Société Générale, Intesa Sanpaolo, Mediobanca, Banco do Brasil, Bank of New York Mellon, Cerberus Capital Management, Huxley Associates und Frankfurter Sparkasse 1822 Private Banking) im Hochhaus vertreten. Die Landesbank bezog 1999 stattdessen Büroflächen im benachbarten Main Tower.

## Architektur
Der Garden Tower besteht aus zwei Türmen, wobei der höhere 127 Meter aufragt. Turm A hat 25 Etagen und Turm B 15 Etagen. Die Türme wurden komplett entkernt, so dass nur noch das Stahl-Beton-Gerippe blieb. Nach der Asbestsanierung wurden sie neu verkleidet, die polygonale Form des Baukörpers blieb unverändert erhalten. Eine bauliche Besonderheit des Garden Towers sind zwölf Wintergärten, die in die Fassade eingeschnitten wurden. Die meisten Bürogeschosse gewähren entweder einen direkten Zugang zu ihrem eigenen Garten oder bieten einen Ausblick auf die zweigeschossigen Wintergärten.